# Anne Lesage
Pour les articles homonymes, voir Lesage.
Anne Lesage, née le 12 juin 1969, est une biophysicienne française, directrice technique du Centre européen de résonance magnétique nucléaire à très haut champs (CRMN) de Lyon.
Ingénieure de l'École centrale Paris et diplômée d'un DEA de biophysique moléculaire de l'Institut de biologie et de chimie des protéines (IBCP) de Lyon, elle entre au CNRS à 26 ans comme ingénieure de recherche.
En 2010, elle reçoit la médaille de cristal de l'institut de chimie du CNRS,,.
En 2023, elle reçoit le prix Günther-Laukien durant l'« Experimental Nuclear Magnetic Resonance Conference »,. Elle est également lauréate la même année du Grand prix Pierre-Süe de la Société chimique de France.